# Wenxian Tongkao
Le Wenxian Tongkao (文献通考), parfois simplement appelé Tongkao, est une source documentaire du monde chinois compilé par Ma Duanlin au début du XIVe siècle et publié en 1317. Il signifie littéralement « Étude exhaustive des documents ». Il se compose de plusieurs parties ; chacune répartie sur plusieurs volumes (juan). Ces 26 parties et ces 348 volumes sont l'équivalent d'une encyclopédie sur la vie et l'organisation de la société chinoise de l'époque : y sont abordés des sujets divers allant de la géographie administrative aux rites royaux en passant par les actes divinatoires ou les lois militaires. 
De ce fait, le Wenxian Tongkao fait partie de l'abondante documentation issue du monde chinois utilisée par nombres d'historiens actuels pour s'informer sur les divers aspects de la civilisation chinoise de l'époque ou sur des événements historiques. Par exemple, les astronomes modernes y ont trouvé diverses mentions d'événements astronomiques sans équivalent en Occident du fait de la période couverte (le Moyen Âge), où seules quelques personnes en Europe s'intéressaient à ces questions. C'est d'ailleurs dans le Wenxian Tongkao qu'on tenta pour la première fois de retrouver des mentions d'événements astronomiques intéressant les astronomes modernes. Les premiers à s'être investis de la sorte furent Jean-Baptiste et son fils Édouard Biot en 1843, qui recherchèrent des mentions de passages de comètes. Sans le savoir, ils relevèrent en même temps des mentions de novae et de supernovae, dont la plus célèbre est sans doute SN 1054. 

## Note
1. ↑  Édouard Biot, Catalogue des étoiles extraordinaires observées en Chine depuis les temps anciens jusqu’à l’an 1203 de notre ère, publié dans « Connaissance des temps ou des mouvements célestes, à l’usage des astronomes et des navigateurs, pour l’an 1846 » (1843).